# Kurt von Manteuffel (General)
Kurt Ernst August Friedrich Freiherr von Manteuffel (* 4. Februar 1853 in Genthin; † 26. Februar 1922 in Berlin) war ein preußischer General der Infanterie.

## Leben

### Herkunft
Kurt war Angehöriger der freiherrlich sächsisch-niederlausitzischen briefadeligen Linie der Familie von Manteuffel. Seine Eltern waren Kurt Ernst von Mihlendorff Freiherr von Manteuffel (1804–1890), preußischer Geheimer Justizrat und Kreisgerichtsdirektor in Wittenberg, und dessen Ehefrau Anna, geborene von Schönberg (1819–1855). Ferner war er ein Neffe des Forstmanns Hans Ernst von Manteuffel, der konservative preußische Politiker Otto von Manteuffel war ein Cousin zweiten Grades.

### Militärkarriere
Manteuffel trat während des Krieges gegen Frankreich am 30. August 1870 dem Ersatz-Bataillon des 2. Magdeburgischen Infanterie-Regiments Nr. 27 der Preußischen Armee bei. Am 10. Oktober 1870 wurde er zum mobilen Regiment nach Frankreich überwiesen, wo er sich an der Belagerung von Paris beteiligte. Nach dem Vorfrieden von Versailles wurde Manteuffel am 8. April 1871 Portepeefähnrich sowie am 9. März 1872 Sekondeleutnant. Als solcher absolvierte er von Oktober 1876 bis Juli 1879 die Kriegsakademie. Im weiteren Verlauf seiner Militärkarriere stieg Manteuffel im September 1896 zum Oberstleutnant auf, war vom 17. Dezember 1896 bis zum 31. März 1898 Chef des Generalstabes des III. Armee-Korps und wurde anschließend Abteilungschef im Großen Generalstab. Als Oberst fungierte er ab 18. April 1901 als Kommandeur des Garde-Grenadier-Regiments Nr. 5 und wurde zeitgleich mit seiner Beförderung zum Generalmajor am 27. Januar 1903 zum Kommandeur der 14. Infanterie-Brigade in Düsseldorf ernannt. Daran schloss sich ab 24. Januar 1907 eine Verwendung als Generalleutnant und Kommandeur der 38. Division in Erfurt an. Ab 7. Juli 1909 war Manteuffel Direktor der Kriegsakademie und zugleich auch Präses der Militär-Studien-Kommission. In dieser Stellung erhielt er am 7. April 1911 den Charakter als General der Infanterie. Am 31. März 1913 wurde er mit der gesetzlichen Pension zur Disposition gestellt.
Zu Beginn des Ersten Weltkriegs wurde Manteuffel als z.D.-Offizier wiederverwendet und fungierte bis zum 29. Dezember 1914 als Chef des stellvertretenden Generalstabes der Armee. Ab dem Januar 1915 diente er dann als Kommandierender General des Stellvertretenden Generalkommandos XIV. Armeekorps. Am 4. August 1916 wurde er endgültig mit der gesetzlichen Pension verabschiedet und wurde schließlich Kurator des Kaiserin-Augusta-Hospitals in Berlin.

### Familie
Von Manteuffel vermählte sich am 12. Mai 1886 in Magdeburg mit Elise Hedwig von Wolff (* 1. August 1862 auf Schloß Groß-Furra; † 27. Januar 1940 in Lübben). Sie war die Tochter des Präsidenten des Rechnungshofes des Deutschen Reiches Arthur von Wolff und der Elise von Wurmb aus dem Hause Groß-Furra. Aus der Ehe gingen vier Kinder hervor:
- Margarete (1887–1975) ⚭ Erich von Mosch (1879–1945)
- Henning (1889–1915), Oberleutnant im 1. Garde-Regiment zu Fuß ⚭ Annemarie Neander von Petersheiden
- Kurt (1890–1914), Leutnant im 4. Garde-Regiment zu Fuß
- Hedwig (1893–1893)